# Руски и съветски паметници в област София-град
| Снимка | Описание/дати стар стил | Надпис | Местоположение | Местоположение |
| ------ | --- | --- | -------------- | --- |
|        | Братска могила на 35 нисши чина от 122-ри Тамбовски полк, погребани на 20 декември 1877 г. | Тук са погребани 35 руски войници от 122 Тамбовски полк 20.XII.1877 г. | Горни Богров   | Намира се в двора до олтара на църква „Св. Харалампи“ 42°43′16.2″ с. ш. 23°31′55.2″ и. д. / 42.721167° с. ш. 23.532° и. д. |
|        | Братска могила на подполковник Илья Багаевский, прапоршчик Семëн Лабодевский и руски воини от 122-ри Тамбовски полк, погребани на 20 декември 1877 г. | Тук са погребани подполковник ИЛЯ БАГАЕВСКИ прапощик СЕ. ЛАБОДЕВСКИ и руски войници 20.XII.1877 г. | Горни Богров   | Намира се в двора до олтара на църква „Св. Харалампи“ 42°43′16.2″ с. ш. 23°31′55.2″ и. д. / 42.721167° с. ш. 23.532° и. д. |
|        | Надгробен паметник на редник Павел Красов от Лейб-гвардейски Гродненски хусарски полк, убит на 22 декември 1877 г. в престрелката при моста на р. Искър край с. Чердакли (Горубляне)                                                                                          | ПАВЕЛ КРАСОВ от Лейбгвардейски Гродненски полк паднал за свободата на България 22.XII.1877 | Горубляне      | Намира се в края на ул. „Павел Красов“ към бул. „Цариградско шосе“ 42°38′17.7″ с. ш. 23°24′42″ и. д. / 42.63825° с. ш. 23.411667° и. д. |
|        | Паметен знак на мястото, където на 22 декември 1877 г. е лагерува част от руската войска освободила град София | На 22 XII 1877 г тук пристигнаха освободителните руски войски 22 XII 1877 г сюда прибыли освободительные русские войска | Горубляне      | Построен е през 1910 г. Намира се в двора на 82-ро ОУ „Васил Априлов“ на ул. Самоковско шосе 42°37′51.6″ с. ш. 23°24′32.7″ и. д. / 42.631° с. ш. 23.409083° и. д.                                                                                              |
|        | Паметна плоча на посрещането на руските войни, освободили селото на 21 декември 1877 г. | На 21 декември 1877 т. на това място казиченци посрещнаха руските войни освободители. Вечна признателност. | Казичене       | Намира се на ул. „Освобождение“ до църква „Св. Николай Чудотворец“ 42°39′51.1″ с. ш. 23°27′56.5″ и. д. / 42.664194° с. ш. 23.465694° и. д. |
|        | Паметник Цар Освободител посветен на императорАлександър II, освободил България от турско робство през Руско-турската война (1877 – 1878) | ЦАРЮ ОСВОБОДИТЕЛЮ ПРИЗНАТЕЛНА БЪЛГАРИЯ | София          | Намира се в центъра пред Народно събрание 42°41′37″ с. ш. 23°19′56″ и. д. / 42.693611° с. ш. 23.332222° и. д. |
|        | Докторски паметник с имената на 529 лекари, санитари и милосърдни сестри, загинали в Руско-турската война 1877 – 1878 г. | ПЛЕВНА – ШИПКА – МЕЧКА – ПЛОВДИВЪ Медицинскимъ чинамъ погибшимъ в Турецкую войну 1877 – 1878 | София          | Намира се в Докторската градина 42°41′40″ с. ш. 23°20′18″ и. д. / 42.694444° с. ш. 23.338333° и. д. |
|        | Гвардейски паметник генералите В. В. Каталей и Д. А. Философов, убити на 21 декември 1877 г. край с. Бенковски | III Гвардейская пехотная дивизия войской доблести павшихъ начальниковъ сооруженъ 1885 Командиръ I Бригадҧ генералъ-майоръ Дмитриiй Алексеевичъ Философовъ, убитъ 21 декабря 1877 Началник дивизии генералъ-лейтенантъ Василий Васильевичъ Каталей, убитъ 21 декабря 1877 Не намъ, не намъ, а имени твоему | София          | Намира се на бул. „Цариградско шосе“ 42°41′09″ с. ш. 23°20′40″ и. д. / 42.685833° с. ш. 23.344444° и. д. |
|        | Руски паметник посветен на освобождението на България от турско робство на 19 февруари 1878 г. | Въ царствованiи Александра II-го императора всероссiйскаго волею и любовью его освобождена Болгарiя 19 Февраля 1878 Года Не намъ, не намъ, а имени твоему | София          | Издигнат на 29 юни 1882 г. с руски средства 42°41′32″ с. ш. 23°18′37″ и. д. / 42.692222° с. ш. 23.310278° и. д. |
|        | „Кръста“ – Първият паметник в София, посветен на Руско-турската война 1877 – 1878 г., издигнат през март 1878 г. в Лозенските възвишения | Кръстът е издигнат на Лозенските възвишения в памет на загиналите и в чест на Освобождението на София. Осветен и празнуван за пръв път на Спасов ден през 1878 г. Бог да благослови опазването и честването на Кръста!                                                                                    | София          | Намира се на бул. „Черни връх“ в кв. Лозенец до олтара на църква „Въздвижение на Св. Кръст Господен“ 42°40′18.5″ с. ш. 23°19′14.7″ и. д. / 42.671806° с. ш. 23.32075° и. д.                                                                                    |
|        | Паметна плоча на генерал Едуард Иванович Тотлебен | 1877 г. Той ръководи блокадата на Плевен ГЕН. И. Е. ТОТЛЕБЕН | София          | Намира се на бул. „ген. Тотлебен“, в близост до Руски паметник 42°41′31.4″ с. ш. 23°18′34.3″ и. д. / 42.692056° с. ш. 23.309528° и. д. |
|        | Паметна плоча на генерал Михаил Дмитриевич Скобелев | ГЕН. СКОБЕЛЕВ | София          | Намира се на бул. „Скобелев“, в близост до Руски паметник 42°41′30.2″ с. ш. 23°18′39.3″ и. д. / 42.691722° с. ш. 23.310917° и. д. |
|        | Паметна плоча на Николай Иванович Пирогов, на стената на едноименната болница в София | 1810 – 1881 | София          | Поставена е на стената на болница „Пирогов“ 42°41′24″ с. ш. 23°18′25″ и. д. / 42.69° с. ш. 23.306944° и. д. |
|        | Паметник на генерал-майор Пьотър Черевин, командир на Казашката кавалерийска бригада и есаул Пьотър Степанович Бариш - Тищенко, командир на 6-та сотня от Кубански полк, заели село Требич, навлезли в София, превзели конака и свалили турското знаме на 24 декември 1877 г. | Требич - Лето 22.12.1877 г. Братя Славяни, на Негово Величество Всерусийския Император Александър-II и руските първоосвободители на София от турско робство генерал Пьотър Черевин, есаул Бариш Тищенко, храбрата им Казашка кавалерийска бригада и 8-ма Донска батарея. Дълбок поклон! 04.01.2013 г.     | Требич         | Открит е на 1 март 2013 г. по инициатива на Национално движение „Русофили“ и Международната славянска община „Перун“. Намира се на пресечката на ул. Латин Колев с ул. Михаил Маринов. 42°46′26.7″ с. ш. 23°18′55.7″ и. д. / 42.774083° с. ш. 23.315472° и. д. |